# Cicurina gertschi
Espèce
Synonymes
- Cicurina schultzi Exline, 1936
- Cicurina rubra Chamberlin & Ivie, 1940

Cicurina gertschi est une espèce d'araignées aranéomorphes de la famille des Cicurinidae.

## Distribution
Cette espèce est endémique du Montana aux États-Unis,. Elle se rencontre dans le comté de Ravalli et le parc national de Glacier.

## Description
La femelle holotype mesure 5,20 mm.

## Systématique et taxinomie
Cette espèce a été décrite par Exline en 1936.
Cicurina schultzi et Cicurina rubra ont été placées en synonymie par Roth et Brown en 1986.

## Étymologie
Cette espèce est nommée en l'honneur de Willis John Gertsch.

## Publication originale
- Exline, 1936 : « Nearctic spiders of the genus Cicurina Menge. » American Museum novitates, no 850, p. 1-25 (texte intégral).